# Côn Luân (thần thoại)

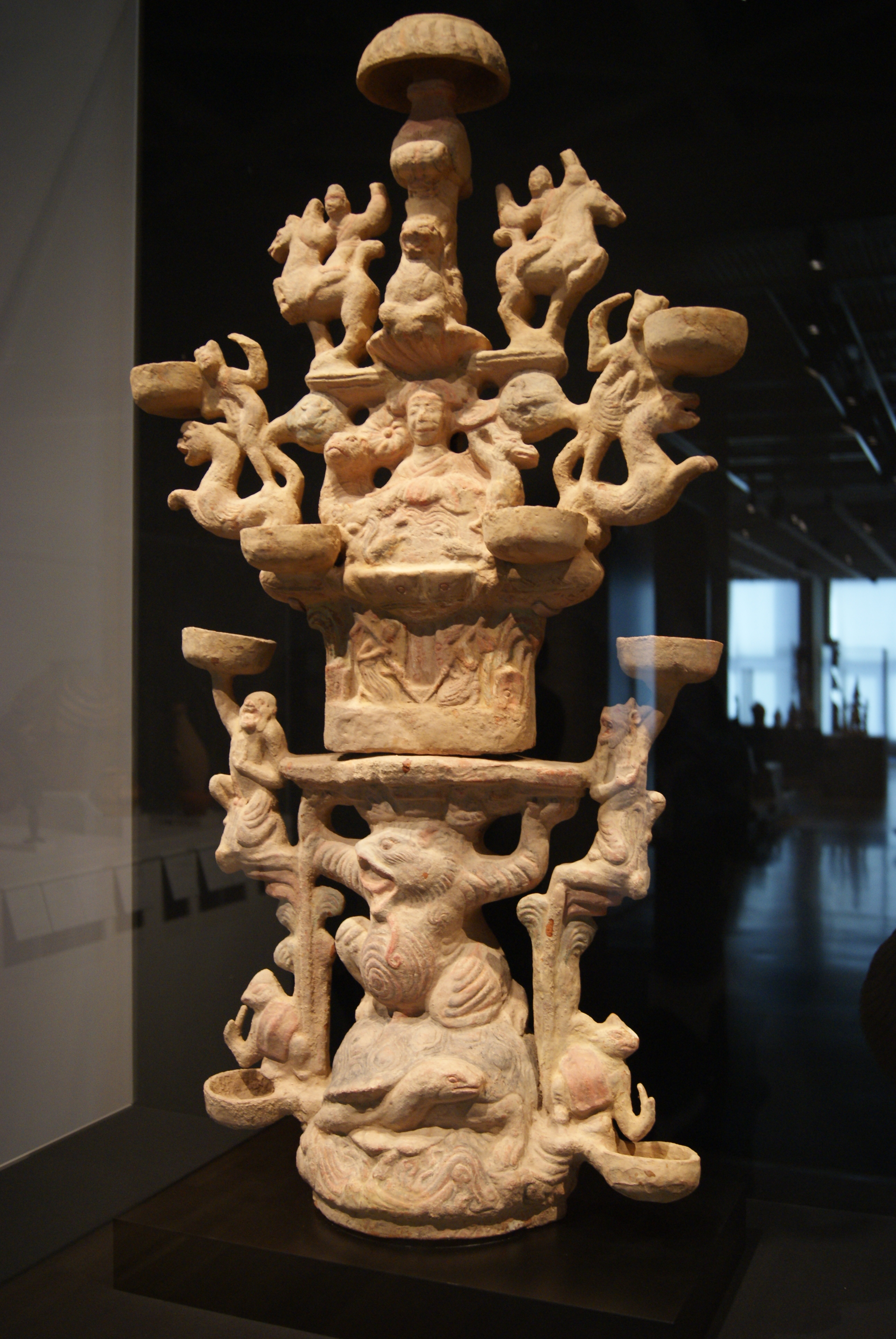
Bệ đỡ đèn vào khoảng thế kỷ 1-2 với hình dạng của núi Côn Luân với vai trò là cột chống trời, đây là vương quốc của Tây Vương Mẫu.

Côn Luân hoặc Côn Lôn (tiếng Trung phồn thể: 崑崙; tiếng Trung giản thể: 昆仑; bính âm: Kūnlún) hoặc Côn Luân Sơn là một dãy núi hoặc núi trong thần thoại Trung Hoa, đây là một biểu tượng quan trọng thể hiện cho trục thế giới và các vị thần tiên.
Núi Côn Luân trong thần thoại một phần nào đó dựa trên đền Kailash và một phần trên dãy núi Côn Luân có thật ở cao nguyên Tây Tạng. Các địa điểm khác nhau của núi Côn Luân đã được đề cập đến trong nhiều truyền thuyết, thần thoại và các ghi chép bán lịch sử. Những ghi chép này thường mô tả Côn Luân là nơi ở của các vị thần và tiên nữ khác nhau, cũng là nơi sinh sống của vô số loài thực vật và động vật huyền thoại. Nhiều sự kiện quan trọng trong thần thoại Trung Quốc đã diễn ra trên núi Côn Luân này. 

## Mô tả
Núi Côn Luân đã được mô tả trong nhiều văn bản ghi chép khác nhau, cũng như được đề cập trong nghệ thuật. Đôi khi, ngọn núi này được miêu tả giống trụ chống trời (hoặc đất), đôi khi lại có dạng nhiều tầng,  nhưng đều có đặc điểm nổi bật là "bí ẩn, hùng vĩ, hay lộng lẫy" trong thần thoại. Bệ đỡ của núi Côn Luân được cho là cắm sâu vào lòng đất còn phần trên thì tiến thẳng đến bầu trời. 
Nhìn chung, các mô tả đều nhấn mạnh những khó khăn nếu muốn tiếp cận ngọn núi huyền thoại này. Những vách đá dốc đứng hùng vĩ hoặc những dòng sông nguy hiểm là thách thức nếu muốn đến đây. Núi Côn Luân cũng thường có mối liên hệ chặt chẽ với nhiều phương tiện khác nhau để có được sự bất tử hay hóa tiên. Các ghi chép lãng mạn thường mô tả núi Côn Luân với những chi tiết xa hoa: những viên đá quý, những vách núi toàn bằng thạch anh và ngọc bích, những loài cây kỳ diệu với quả là ngọc, những loài nấm quý hiếm và nhiều loài chim, động vật khác, cùng với con người đã hóa thành tiên. Đôi khi có thể bắt gặp các vị Bát Tiên, đến để tỏ lòng tôn kính đến vị Tây Vương Mẫu, họ có thể cũng dùng bữa với nhau. Đây là hình ảnh hay họa tiết thường xuyên được sử dụng trong nghệ thuật: vẽ, chạm khắc hoặc còn nhiều nữa.